# Pogonocherus
Pogonocherus is een kevergeslacht uit de familie van de boktorren (Cerambycidae). De wetenschappelijke naam van het geslacht werd voor het eerst geldig gepubliceerd in 1821 door Dejean.

## Soorten
Pogonocherus omvat de volgende soorten:
- Pogonocherus anatolicus Daniel K. & Daniel J., 1898
- Pogonocherus arizonicus Schaeffer, 1908
- Pogonocherus barbarae Rapuzzi & Sama, 2012
- Pogonocherus caroli Mulsant, 1862
- Pogonocherus cedri Peyerimhoff, 1917
- Pogonocherus creticus (Kratochvíl, 1985)
- Pogonocherus decoratus Fairmaire, 1855
- Pogonocherus dimidiatus Blessig, 1872
- Pogonocherus ehdenensis Sama & Rapuzzi, 2000
- Pogonocherus eugeniae Ganglbauer, 1891
- Pogonocherus fasciculatus (Degeer, 1775)
- Pogonocherus hispidulus (Piller & Mitterpacher, 1783)
- Pogonocherus hispidus (Linnaeus, 1758)
- Pogonocherus inermicollis Reitter, 1894
- Pogonocherus marcoi Sama, 1993
- Pogonocherus mixtus Haldeman, 1847
- Pogonocherus neuhausi Müller, 1916
- Pogonocherus ovatus (Goeze, 1777)
- Pogonocherus parvulus LeConte, 1852
- Pogonocherus penicillatus LeConte, 1850
- Pogonocherus pepa Verdugo & Torres-Méndez, 2010
- Pogonocherus perroudi Mulsant, 1839
- Pogonocherus pesarinii Sama, 1993
- Pogonocherus pictus Fall, 1910
- Pogonocherus pillosipes Pic, 1907
- Pogonocherus plasoni Ganglbauer, 1884
- Pogonocherus propinquus Fall, 1910
- Pogonocherus ressli Holzschuh, 1977
- Pogonocherus sieversi Ganglbauer, 1886
- Pogonocherus sturanii Sama & Schurmann, 1982
- Pogonocherus taygetanus Pic, 1903